# 奥托·冯·吉尔克
奥托·冯·吉尔克（德語：Otto von Gierke，1841年1月11日—1921年10月10日），德国法律学者和历史学家，在四卷巨著《德国结社法》（Das deutsche Genossenschaftsrecht）中，他率先研究了社会团体和介于私法和公法之间结社在德国生活中的重要性，吉尔克在柏林大学法律系工作期间，曾是新起草的《德国民法典》的主要批评者，认为该《法典》是由德国社会的个人主义框架塑造而成，与德国社会传统相抵触。他在公法和私法的古典划分之外，提出了社会法的概念。